# Cyclocephala arenosa
Cyclocephala arenosa är en skalbaggsart som beskrevs av Henry Fuller Howden och Endrodi 1966. Cyclocephala arenosa ingår i släktet Cyclocephala och familjen Dynastidae. Inga underarter finns listade i Catalogue of Life.